# 146
El 146 (CXLVI) fou un any comú començat en divendres del calendari julià.

## Naixements
- 11 d'abril - Leptis Magna (Àfrica): Septimi Sever, emperador romà (o, possiblement, el 145; m. 211).[1]